# Villeveyrac
Villeveyrac – miejscowość i gmina we Francji, w regionie Oksytania, w departamencie Hérault.
Według danych na rok 1990 gminę zamieszkiwały 1842 osoby, a gęstość zaludnienia wynosiła 50 osób/km² (wśród 1545 gmin Langwedocji-Roussillon Villeveyrac plasuje się na 208. miejscu pod względem liczby ludności, natomiast pod względem powierzchni na miejscu 121.).